# 1944 az irodalomban
Az 1944. év az irodalomban.

## Események
- Szeptemberben utoljára jelent meg az Erdélyi Helikon című folyóirat.

### Próza
- Louis Aragon: Aurélien (Sziget a Szajnán), a Le Monde réel (A való világ) című regényciklus negyedik darabja
- Simone de Beauvoir regénye: Pyrrhus et Cinéas
- Saul Bellow első megjelent munkája: Dangling Man (A levegőben lógó ember), regény
- Jorge Luis Borges elbeszélései: Ficciones (Fikciók)
- Louis-Ferdinand Céline regénye: Guignol's Band (Bohóc banda)
- Agatha Christie:
  - Éjféltájt (Towards Zero, 1944)
  - És eljő a halál… (Death Comes as the End, 1944)
  - Távol telt tőled tavaszom (Absent in the Spring, 1944)
- Pär Lagerkvist regénye: Dvärgen (A törpe)
- Curzio Malaparte olasz író regénye: Kaputt
- William Somerset Maugham regénye: The Razor's Edge (Borotvaélen)
- Anna Seghers regénye: Transit
- Upton Sinclair regénye: The Presidential Agent (Az elnök ügynöke)
- Bodo Uhse német író regénye: Leutnant Bertram (Bertram hadnagy)

### Költészet
- Dámaso Alonso spanyol költő vesciklusa: Hijos de la ira (A harag fiai)
- Louis Aragon: La Diane française (A francia Diana)
- W. H. Auden verseskötete és benne azonos című költeménye: For the Time Being (A ma számára)
- Saint-John Perse két verseskötete:
  - Pluies (Esők)
  - Neiges (Havak)
- Jorgosz Szeferisz: Imerologio Katastromatos II. (Fedélzetnapló II.)

### Dráma
- Jean Anouilh tragédiája: Antigone, bemutató
- Albert Camus színpadi művei:
  - Le Malentendu, bemutató és megjelenés
  - Caligula, megjelenés
- Jean-Paul Sartre drámája: Huis clos (Zárt tárgyalás), bemutató
- Jevgenyij Svarc orosz, szovjet író szatirikus színműve: Drakon (A sárkány), bemutató
- Tennessee Williams drámája: The Glass Menagerie (Üvegfigurák), bemutató

### Magyar irodalom
- Sinka István: Fekete bojtár vallomásai
- Weöres Sándor verseskötete: Meduza
- Szabó Dezső önéletrajzának első része: A bölcsőtől Budapestig
- Illyés Gyula első színműve: A tű foka

## Születések
- január 17. – Jan Guillou svéd író
- február 9. – Alice Walker afroamerikai író- és költőnő, a feminista mozgalom egyik képviselője
- március 19. – Balázs József író, dramaturg († 1997)
- április 3. – Farkas Árpád erdélyi magyar író, költő, műfordító († 2021)
- július 1. – Bart István író, műfordító, könyvkiadó († 2019)
- július 21. – Buchi Emecheta nigériai író († 2017)
- augusztus 1. – Kemsei István József Attila-díjas költő, esszéista, kritikus, tanár, könyvtáros
- augusztus 12. – Dobai Péter író, költő, forgatókönyvíró, dramaturg
- október 2. – Vernor Vinge matematikus, számítógép-tudós és tudományos-fantasztikus író
- október 5. – Csiki László költő, elbeszélő, drámaíró, forgatókönyvíró, műfordító († 2008)
- november 8. – Nemere István író, műfordító, főként sci-fi könyvei és a paranormális jelenségekkel foglalkozó művei tették ismertté

## Halálozások
- január 31. – Jean Giraudoux francia novellista, esszé- és drámaíró (* 1882)
- március 5. – Max Jacob francia író, költő, festő és kritikus (* 1876)
- március 28. – Stephen Leacock kanadai író, humorista (* 1869)
- július 15. – Tábori Kornél író, szerkesztő, műfordító (* 1879)
- július 31. – Antoine de Saint-Exupéry francia író és pilóta, legismertebb műve A kis herceg (* 1900)
- nyár – Karácsony Benő erdélyi magyar író (* 1888)
- november 9. – Radnóti Miklós költő, műfordító, a modern magyar líra kiemelkedő alakja (* 1909)
- november 22. – Radó Antal író, költő, műfordító, irodalomtörténész (* 1862)
- november 30. – Szomory Dezső író, drámaíró (* 1869)
- december 2. – Filippo Tommaso Marinetti, az olasz avantgárd irodalom híres személyisége, fasiszta politikus, az olasz futurizmus „atyja” (* 1876)
- december 30. – Romain Rolland Nobel-díjas francia író (* 1866)